# Брайерс, Дуэйн
Дуэ́йн Бра́йерс (англ. Duane Bryers, 2 июля 1911, Льюс, Мичиган — 30 мая 2012, Тусон) —  американский художник и иллюстратор, самоучка. 

## Биография
Дуэйн Брайерс был сыном Сэмюэля Эдварда Брайерса (Samuel Edward Bryers, 1877—1965) и его жены Уинифред Доун Брайерс, урождённой Майерс (Winifred Dawn Bryers (Myers), 1883—1956). У него было три брата и две сестры. Детство он провёл на ферме своих родителей на Верхнем полуострове Мичигана. Когда Дуэйну исполнилось двенадцать, его семья переехала в Верджинию, штат Миннесота, где он жил до 1939 года. Дуэйн с детства хотел стать художником-карикатуристом и никогда не расставался с альбомом для рисования. Однако, ему приходилось и работать на лесопилке, и копать канавы, и качаться на трапеции в цирке, где в качестве воздушного акробата выступал его отец.
В 1936 году он вырезал изо льда три большие скульптуры, изображающие американских исторических деятелей. В Национальном конкурсе мыльной скульптуры компании «Procter & Gamble» он занял второе место и был награжден 150 долларами за фигурку «Scrubwoman» («Уборщица»), сделанную из цельного куска мыла цвета слоновой кости.
В 1937 году местный школьный совет поручил Брайерсу нарисовать панно, изображающее историю горнодобывающей промышленности северной Миннесоты. Три тысячи долларов, которые он получил за эту работу, пошли на финансирование его переезда в Нью-Йорк. У Брайерса были свои студии в Чикаго и Нью-Йорке. Его интересы в искусстве были очень широки: от самого современного до признанных мастеров. Большинство написанных им картин имеют оттенок юмора и вызывают улыбку.
После Второй мировой войны Дуэйн Брайерс женился на Филлис Д. Макфарланд (Phyllis D. McFarland), от которой у него родились сын и две дочери. С 1959 года он жил на ранчо недалеко от Тусона, штат Аризона. В 1964 году он развелся. Встретил свою вторую жену — Дениз Рэй (Denise Ray, 1924—2002), и в начале 1970-х годов жил с ней в мексиканской деревне в 90 милях от Мехико. В 1975 году они покинули Мексику, купили участок земли в Сонойте (Аризона) и в 1980 году построили на нём дом, который Брайерс называл «Глиняной хижиной».
Когда Брайерсу исполнилось 92, его младшая дочь Пэтти Вайс (Patty Weiss), работавшая новостным диктором на телевидении, сказала: «Папа думает, что ему 65, а ведёт себя так, будто ему 30».
В одном из своих интервью Дуэйн Брайерс сказал: «У меня была необыкновенно увлекательная жизнь».
Дениз Рей умерла в 2002 году, и Дуэйн Брайерс вернулся в Тусон. Он умер за несколько недель до своего 101-летия.

## Творчество
В 1942 году Дуэйн Брайерс принял участие в Национальном конкурсе военных плакатов Нью-Йоркского музея современного искусства со своим дизайном плаката «Это враг» в категории «Природа врага». Плакат был размещён в статье журнала «Life».
Во время учёбы в школе авиационных механиков ВВС США с 1943 по 1946 год Брайерс заработал немного денег с помощью так называемого носарта на фюзеляжах самолётов, рисовал плакаты и комиксы с изображением придуманного им комического персонажа Коки (Cokey) для газеты своей военной базы.
После военной службы Брайерс иллюстрировал в основном календари на тему «Американский Запад», которые публиковались компанией Brown & Bigelow в Сент-Поле, крупнейшим производителем календарей в стране. В 1974 году он также проиллюстрировал книгу «Мальчики из ночлежки с ранчо Ленивой Дейзи», которую написала его вторая жена.
Однако по-настоящему прославило Брайерса его творение по имени Хильда — невысокая, весёлая, пухленькая пинап-девушка. Хильда стала сенсацией — пин-ап, который нравился и женщинам. «Знаете почему? — спрашивал сам Брайерс. — Говорят, ну наконец-то кто-то стал проявлять и к нам, пухленьким женщинам, гламурное отношение». По словам Стюарта Джонсона, владельца художественных галерей «Settlers West Galleries», Брайерс был Норманом Роквеллом в искусстве пинапа. За 36 лет работы, начиная с 1956 года, он создал около 250 рисунков с Хильдой. Этот персонаж был очень популярен до 1980-х годов и затем заново открыт через год после смерти Брайерса.
Брайерс входил в состав группы художников «Tucson 7», состоявший из семи человек. В 1987 году он был удостоен звания художника года на Фестивале искусств в Тусоне. Он также выставлялся на престижных ежегодных художественных выставках «Prix de West» в Национальном музее ковбоев и западного наследия в Оклахома-Сити, где некоторые из его картин находятся в коллекции. Там же, в 1980 году, по случаю персональной выставки, он был награждён Золотой медалью попечителей за выдающийся вклад в западное искусство. Брайерс также принимал участие в ежегодных выставках в Хьюстоне «Western Heritage Show». В ноябре 2013 года в Художественном музее Тусона была создана «Студия Дуэйна Брайерса».